# Federico di Schleswig-Holstein-Sonderburg-Glücksburg
Federico di Schleswig-Holstein-Sonderburg-Glücksburg (Schleswig, 23 ottobre 1814 – Louisenlund, 27 novembre 1885) fu il terzo Duca di Schleswig-Holstein-Sonderburg-Glücksburg..

## Biografia
Federico era il secondo figlio maschio di Federico Guglielmo di Schleswig-Holstein-Sonderburg-Glücksburg, e di sua moglie, la principessa Luisa Carolina d'Assia-Kassel ed un fratello maggiore di Cristiano IX di Danimarca. Suo padre era a capo della famiglia Schleswig-Holstein-Sønderborg-Beck, un ramo e insignificante della casa reale danese, che discendeva da Cristiano III. Sua madre era la figlia del langravio Carlo d'Assia, feldmaresciallo e governatore danese nei ducati di Schleswig e Holstein, e della principessa Luisa di Danimarca, figlia di Federico V.
Nel 1825 suo padre venne nominato, con un decreto reale da Federico VI, duca di Schleswig-Holstein-Sønderborg-Glücksborg.

## Carriera
Entrò nel'esercito danese, nel 1831, nella cavalleria dei dragoni leggeri e resistette allo scoppio della ribellione dello Schleswig-Holstein nel 1848 con il II° reggimento dragoni a Itzehoe, con il quale si unì all'esercito ribelle. Fu quindi cancellato dall'elenco del personale dell'esercito nel 1849, ma ricevette un nuovo congedo nel 1858 con il permesso di indossare un'uniforme danese.
Ereditò il titolo di Duca di Schleswig-Holstein-Sonderburg-Glücksburg alla morte del fratello senza figli, Carlo, il 14 ottobre 1878.

## Matrimonio
Federico sposò la principessa Adelaide di Schaumburg-Lippe, seconda figlia di Giorgio Guglielmo, principe di Schaumburg-Lippe e di sua moglie Ida di Waldeck e Pyrmont, il 16 ottobre 1841 a Bückeburg, Schaumburg-Lippe. La coppia ebbe cinque figli:
- Maria Carolina Augusta Ida Luisa di Schleswig-Holstein-Sonderburg-Glücksburg (27 febbraio 1844 – 16 settembre 1932)
- Federico Ferdinando Giorgio Cristiano Carlo Guglielmo, duca di Schleswig-Holstein (12 ottobre 1855 – 21 gennaio 1934)
- Principessa Luisa Carolina Giuliana di Schleswig-Holstein-Sonderburg-Glücksburg (6 gennaio 1858 – 2 luglio 1936)
- Maria Guglielmina Luisa Ida Federica Matilde Erminia di Schleswig-Holstein-Sonderburg-Glücksburg (31 agosto 1859 – 26 giugno 1941)
- Principe Alberto Cristiano Adolfo Carlo Eugenio di Schleswig-Holstein-Sonderburg-Glücksburg (15 marzo 1863 – 23 aprile 1948)

## Titoli
- 30 settembre 1813 - 6 luglio 1825: Sua Altezza Serenissima il principe Federico di Schleswig-Holstein-Sonderburg-Beck
- 6 luglio 1825 - 14 ottobre 1878: Sua altezza serenissima il principe Federico di Schleswig-Holstein-Sonderburg-Glücksburg
- 14 ottobre 1878 - 27 novembre 1885: Sua altezza serenissima il duca di Schleswig-Holstein-Sonderburg-Glücksburg

## Ascendenza
|                                                                |                            |                                       | Genitori                                               |  |  | Nonni |  |  | Bisnonni                                            |  |  | Trisnonni                                            |  |
|                                                                |                            |                                       |                                                        |  |  |       |  |  | Carlo Antonio di Schleswig-Holstein-Sonderburg-Beck |  |  | Pietro Augusto di Schleswig-Holstein-Sonderburg-Beck |  |
|                                                                |                            |                                       |                                                        |  |  |       |  |  | Carlo Antonio di Schleswig-Holstein-Sonderburg-Beck |  |  | Pietro Augusto di Schleswig-Holstein-Sonderburg-Beck |  |
|                                                                |                            | Sofia d'Assia-Philippsthal            |                                                        |  |  |       |  |  | Carlo Antonio di Schleswig-Holstein-Sonderburg-Beck |  |  |                                                      |  |
| Federico Carlo di Schleswig-Holstein-Sonderburg-Beck           |                            |                                       |                                                        |  |  |       |  |  | Carlo Antonio di Schleswig-Holstein-Sonderburg-Beck |  |  |                                                      |  |
|                                                                |                            | Federica di Dohna-Leistenau           | Alberto Cristoforo di Dona-Listenau                    |  |  |       |  |  |                                                     |  |  |                                                      |  |
|                                                                |                            | Federica di Dohna-Leistenau           | Alberto Cristoforo di Dona-Listenau                    |  |  |       |  |  |                                                     |  |  |                                                      |  |
|                                                                |                            | Federica di Dohna-Leistenau           | Sofia Enrichetta di Schleswig-Holstein-Sonderburg-Beck |  |  |       |  |  |                                                     |  |  |                                                      |  |
| Federico Guglielmo di Schleswig-Holstein-Sonderburg-Glücksburg |                            | Federica di Dohna-Leistenau           |                                                        |  |  |       |  |  |                                                     |  |  |                                                      |  |
|                                                                |                            | Carlo Leopoldo di Schlieben           | Giorgio Adamo III di Schlieben                         |  |  |       |  |  |                                                     |  |  |                                                      |  |
|                                                                |                            | Carlo Leopoldo di Schlieben           | Giorgio Adamo III di Schlieben                         |  |  |       |  |  |                                                     |  |  |                                                      |  |
|                                                                |                            | Carlo Leopoldo di Schlieben           | Caterina Dorotea Finck von Finckenstein-Schönberg      |  |  |       |  |  |                                                     |  |  |                                                      |  |
| Federica di Schlieben                                          |                            | Carlo Leopoldo di Schlieben           |                                                        |  |  |       |  |  |                                                     |  |  |                                                      |  |
|                                                                |                            | Maria Eleonora di Lehndorff           | Ernesto Ahasver di Lehndorf                            |  |  |       |  |  |                                                     |  |  |                                                      |  |
|                                                                |                            | Maria Eleonora di Lehndorff           | Ernesto Ahasver di Lehndorf                            |  |  |       |  |  |                                                     |  |  |                                                      |  |
|                                                                |                            | Maria Eleonora di Lehndorff           | Maria Luisa di Wallenrodt                              |  |  |       |  |  |                                                     |  |  |                                                      |  |
| Federico, Duca di Schleswig-Holstein-Sonderburg-Glücksburg     |                            | Maria Eleonora di Lehndorff           |                                                        |  |  |       |  |  |                                                     |  |  |                                                      |  |
|                                                                | Federico II d'Assia-Kassel | Guglielmo VIII d'Assia-Kassel         |                                                        |  |  |       |  |  |                                                     |  |  |                                                      |  |
|                                                                | Federico II d'Assia-Kassel | Guglielmo VIII d'Assia-Kassel         |                                                        |  |  |       |  |  |                                                     |  |  |                                                      |  |
|                                                                | Federico II d'Assia-Kassel | Dorotea Guglielmina di Sassonia-Zeitz |                                                        |  |  |       |  |  |                                                     |  |  |                                                      |  |
| Carlo d'Assia-Kassel                                           | Federico II d'Assia-Kassel |                                       |                                                        |  |  |       |  |  |                                                     |  |  |                                                      |  |
|                                                                |                            | Maria di Hannover (1723-1772)         | Giorgio II di Gran Bretagna                            |  |  |       |  |  |                                                     |  |  |                                                      |  |
|                                                                |                            | Maria di Hannover (1723-1772)         | Giorgio II di Gran Bretagna                            |  |  |       |  |  |                                                     |  |  |                                                      |  |
|                                                                |                            | Maria di Hannover (1723-1772)         | Carolina di Brandeburgo-Ansbach                        |  |  |       |  |  |                                                     |  |  |                                                      |  |
| Luisa Carolina d'Assia-Kassel                                  |                            | Maria di Hannover (1723-1772)         |                                                        |  |  |       |  |  |                                                     |  |  |                                                      |  |
|                                                                |                            | Federico V di Danimarca               | Cristiano VI di Danimarca                              |  |  |       |  |  |                                                     |  |  |                                                      |  |
|                                                                |                            | Federico V di Danimarca               | Cristiano VI di Danimarca                              |  |  |       |  |  |                                                     |  |  |                                                      |  |
|                                                                |                            | Federico V di Danimarca               | Sofia Maddalena di Brandeburgo-Kulmbach                |  |  |       |  |  |                                                     |  |  |                                                      |  |
| Luisa di Danimarca                                             |                            | Federico V di Danimarca               |                                                        |  |  |       |  |  |                                                     |  |  |                                                      |  |
|                                                                |                            | Luisa di Hannover                     | Giorgio II di Gran Bretagna                            |  |  |       |  |  |                                                     |  |  |                                                      |  |
|                                                                |                            | Luisa di Hannover                     | Giorgio II di Gran Bretagna                            |  |  |       |  |  |                                                     |  |  |                                                      |  |
|                                                                |                            | Luisa di Hannover                     | Carolina di Brandeburgo-Ansbach                        |  |  |       |  |  |                                                     |  |  |                                                      |  |
|                                                                |                            | Luisa di Hannover                     |                                                        |  |  |       |  |  |                                                     |  |  |                                                      |  |